# Епархия Камлупса
Епархия Камлупса (лат. Dioecesis Kamloopsensis) — епархия Римско-Католической церкви с центром в городе Камлупс, Канада. Епархия Камлупса входит в архиепархию Ванкувера. Кафедральным собором  епархии Камлупса является церковь Святейшего Сердца Иисуса.

## История
22 декабря 1945 года Святым Престолом была учреждена епархия Камлупса, выделив её из архиепархии Ванкувера.

## Ординарии епархии
- епископ Edward Quentin Jennings (22.02.1946 — 14.05.1952);
- епископ Michael Alphonsus Harrington (27.08.1952 — 1.08.1973);
- епископ Adam Joseph Exner (16.01.1974 — 31.03.1982);
- епископ Lawrence Sabatini (30.09.1982 — 2.09.1999);
- епископ David John James Monroe (5.01.2002 — по настоящее время).

## Источник
- Annuario Pontificio, Libreria Editrice Vaticana, Città del Vaticano, 2003, ISBN 88-209-7422-3